# Niphoparmena albopilosa
Niphoparmena albopilosa är en skalbaggsart som beskrevs av Aurivillius 1908. Niphoparmena albopilosa ingår i släktet Niphoparmena och familjen långhorningar. Inga underarter finns listade i Catalogue of Life.